# Mjövattnet (Håbols socken, Dalsland, 654358-128047)
Mjövattnet är en sjö i Dals-Eds kommun i Dalsland och ingår i Göta älvs huvudavrinningsområde.